# Gregorio de Ibi
Gregorio de Ibi (Ibi, provincia de Alicante, 1653 - Maracaibo, 13 de septiembre de 1694) fue un religioso capuchino, misionero y mártir español.
Ejerció el oficio de herrero hasta que, en 1673, vistió el hábito de san Francisco de Asís en el convento de Masamagrell, perteneciente a la Provincia Capuchina de Valencia; cambió entonces su nombre de pila, Pedro Juan Jover Segura, por el de fray Gregorio de Ibi. Ya profeso, siguió con su oficio y colaboró en la construcción de los conventos de Onteniente y Játiva.
El deseo de partir de misiones le llevó en 1686 a Caracas (Venezuela), donde junto al P. Cirilo de Onteniente se encargó de la evangelización de los indios Tomuces. En 1694 la Congregación de Propaganda Fide encomendó la misión de Maracaibo a la Provincia Capuchina de Valencia. El 4 de junio de aquel mismo año llegaban a Sierra de Motilones sus primeros misioneros, el P. Buenaventura de Vistabella, el P. Antonio de Ollería y Fr. Gregorio de Ibi.
En su deseo de llevar la fe y la civilización a los indios Coyamos, todavía salvajes y antropófagos, fray Gregorio se internó solo en su territorio, y fue bien acogido por el primer grupo que encontró; pero los caciques vecinos reaccionaron violentamente y, mientras él estrechaba en sus manos el crucifijo y el rosario, lo arrastraron, lo amarraron a un árbol, lo lancearon, trocearon y asaron. Era el 13 de septiembre de 1694 en territorio de la Misión de Maracaibo. El regreso del perro que lo había acompañado alertó a sus compañeros; días después, los soldados visitaron al cacique que había tratado con benevolencia al mártir y se informaron de todo lo sucedido.